# Отморж
Отморж (фр. Hautemorges) — громада  в Швейцарії в кантоні Во, округ Морж. 2021 року громади Апль, Бюсі-Шардоне, Котан, Панпіньї, Ревероль і Севері об'єдналися в громаду Отморж.

## Географія
Громада розташована на відстані близько 90 км на південний захід від Берна, 16 км на захід від Лозанни.
Апль має площу 12,9 км², з яких на 6,3% дозволяється будівництво (житлове та будівництво доріг), 45,9% використовуються в сільськогосподарських цілях, 47,8% зайнято лісами, 0% не є продуктивними (річки, льодовики або гори).
Бюсі-Шардоне має площу 3,1 км², з яких на 10,5% дозволяється будівництво (житлове та будівництво доріг), 80,9% використовуються в сільськогосподарських цілях, 8,6% зайнято лісами, 0% не є продуктивними (річки, льодовики або гори).
Котан має площу 2,4 км², з яких на 11,2% дозволяється будівництво (житлове та будівництво доріг), 74% використовуються в сільськогосподарських цілях, 14,9% зайнято лісами, 0% не є продуктивними (річки, льодовики або гори).
Панпіньї має площу 11,1 км², з яких на 5% дозволяється будівництво (житлове та будівництво доріг), 57,6% використовуються в сільськогосподарських цілях, 36,6% зайнято лісами, 0,7% не є продуктивними (річки, льодовики або гори).
Ревероль має площу 1,2 км², з яких на 15,5% дозволяється будівництво (житлове та будівництво доріг), 82,8% використовуються в сільськогосподарських цілях, 1,7% зайнято лісами, 0% не є продуктивними (річки, льодовики або гори).